# Circuit de Snetterton
El circuit de Snetterton és un circuit de curses de Norfolk, Anglaterra, que es va inaugurar el 1953. Propietat de l'empresa de Jonathan Palmer MotorSport Vision, està situat a tocar de la carretera A11 que va de Londres a Norwich, 19 km al nord-est de Thetford i 31 km al sud-oest de Norwich. Rep el nom del poble proper de Snetterton, al nord-oest, per bé que gran part del circuit es troba a la parròquia contigua de Quidenham.
El circuit acull curses de diversos campionats, com ara el Campionat britànic de turismes, el de Fórmula 3 i el de Superbike. De 1980 a 1994, la pista va acollir la primera cursa de 24 hores del Regne Unit, la Willhire 24 Hour, i des del 2003 (tret del trienni 2014-2016, en què es va traslladar a Anglesey), la Citroën 2CV 24 Hour Race, que s'hi sol celebrar durant l'August Bank Holiday, el darrer dilluns d'agost.

## Història

### Antecedents
Snetterton va ser originalment, durant la Segona Guerra Mundial, un camp d'aviació de la RAF anomenat RAF Snetterton Heath i més tard el van fer servir les Forces Aèries dels Estats Units (USAF). L'aeròdrom es va obrir el maig de 1943 i va tancar el novembre de 1948.

### Curses
Després del seu ús com a base de la USAF, Snetterton Heath va ser retornat al terratinent local, Fred Riches, el 1948. A començaments de 1951, els directius de l'Aston Martin Owners Club (AMOC) Oliver Sear i Dudley Coram van contactar Riches i li van proposar de fer servir les vies perimetrals de la base aèria desapareguda com a circuit per a curses de clubs. Riches va acceptar, però, com que era churchwarden (guardià) de l'església local, va posar la condició que no hi hagués cap cursa entre les 10:45 i el migdia dels diumenges i que totes les curses s'aturessin abans que comencés l'evensong (un servei religiós que es fa a l'ocàs), per tal de no interferir amb els serveis de l'església.

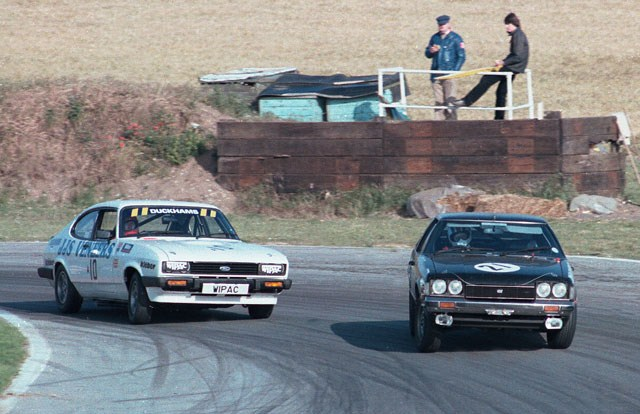
Les 24 Hores de Willhire de 1980

El 27 d'octubre de 1951, l'AMOC va celebrar el primer esdeveniment a Snetterton sota el nom de Speed Trials 'proves de velocitat', consistent en una sèrie de curses d'esprint d'una volta per a automòbils. Aquella primera trobada va ser descrita per la revista Motor Sport com a «un esdeveniment excel·lent en un interessant nou circuit». El temps més ràpid del dia el va marcar Ken Wharton amb un ERA R11B, a una mitjana de 132,6 km/h. Les primeres curses de motocicletes al circuit les va organitzar l'Snetterton Combine, una associació de clubs de Norfolk i Suffolk, el 1953.
La pista va ser emprada per a provar els seus cotxes de competició tant pel Team Lotus de Fórmula 1 com pel Norfolk Racing Co (equip participant a les 24 Hores de Le Mans). També s'hi van celebrar curses del famós Trofeu Transatlàntic de motociclisme.

## Característiques
Durant la dècada del 1960 i començaments de la del 1970, el circuit tenia una longitud de 4,361 km. El revolt de Sear estava 80 m més enllà del de Riches i conduïa a la recta Norwich Straight, clarament visible als mapes de satèl·lit i actualment emprada per un mercat dominical. La recta acabava en un revolt que portava a la Home Straight, el qual empalmava amb la pista existent a les Esses i que actualment és la principal carretera d'accés al circuit.
També a la dècada del 1960 es va afegir el revolt Russell Bend, dedicat a Jim Russell, antic director d'una escola de pilots al circuit. Aquest revolt es va afegir per a millorar la seguretat tot disminuint la velocitat dels vehicles a mesura que s'acostaven als boxs, tot i que va esdevenir l'escenari de nombrosos accidents i més tard es va modificar per tal d'adoptar la seva configuració actual.

### Revolts del traçat principal (Snetterton 300)
| Revolt | Nom                                           | Epònim                                       |
| ------ | --------------------------------------------- | -------------------------------------------- |
| —      | Senna Straight                                | Ayrton Senna                                 |
| 1      | Riches                                        | Fred Riches                                  |
| 2      | Montreal (2011–2016) Wilson (2016–actualitat) | Circuit Gilles Villeneuve Justin Wilson      |
| 3      | Palmer                                        | Jonathan Palmer                              |
| 4      | Agostini                                      | Giacomo Agostini                             |
| 5      | Hamilton                                      | Lewis Hamilton                               |
| 6      | Oggies                                        | Peter Ogden                                  |
| 7      | Williams                                      | Frank Williams                               |
| —      | Bentley Straight                              | Bentley                                      |
| 8      | Brundle                                       | Martin Brundle                               |
| 9      | Nelson                                        | Lord Nelson                                  |
| 10     | Bomb Hole                                     | Canvi d'elevació a la superfície de la pista |
| 11     | Coram                                         | Dudley Coram                                 |
| 12     | Murrays                                       | Murray Walker                                |

1. ↑  El revolt 2 es va rebatejar de Montreal a Wilson el 2016 per a honorar l'antic pilot de Fórmula 1 Justin Wilson, mort arran d'un accident a la cursa Pocono 500 el 2015.[10]

## Historial del traçat

El circuit original (en verd) es va instal·lar a les pistes d'aviació i vies perimetrals de l'antiga base aèria (en marró clar)
Circuit Grand Prix (1951–1964)
Circuit Grand Prix (1965–1973)
Circuit Club (1974)
Circuit Club (1975–1979) i Circuit Grand Prix (1980–1989)
Circuit Grand Prix (1990–2010)
Comparació dels traçats de 2010 i 2011
Circuit Snetterton 100 (2011–actualitat)
Circuit Snetterton 200[11] (2011–actualitat)
Circuit Snetterton 300[11] (2011–actualitat)